# Paco Etxeberria

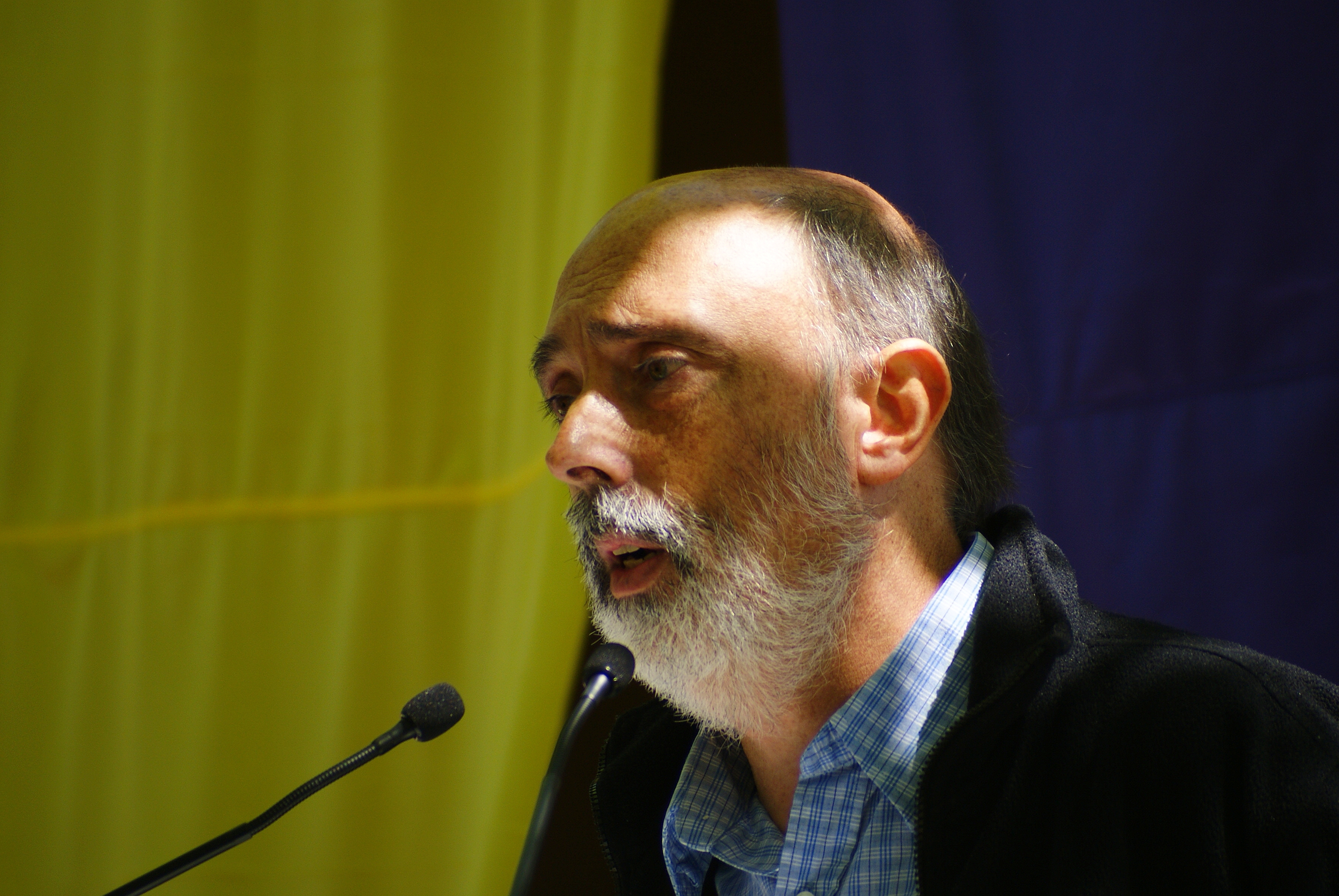
Paco Etxeberria

Paco Etxeberria Gabilondo (* 1957 in Beasain, Spanien) ist  Gerichtsmediziner  und  forensischer Anthropologe. Er ist Professor für Rechtsmedizin an der Universidad del País Vasco und stellvertretender Direktor des Baskischen Instituts für Kriminologie. Er hat als Gerichtsmediziner an zahlreichen forensischen Exhumierungen teilgenommen, unter anderen an der von durch franquistische Todesschwadronen während der Regentschaft Francisco Francos liquidierten Bürgern.